# Přebor Zlínského kraje 2005/2006
V soubojích 18. ročníku Přeboru Zlínského kraje 2005/06 (jedna ze skupin 5. fotbalové ligy) se utkalo 16 týmů každý s každým dvoukolovým systémem podzim–jaro. Tento ročník začal v sobotu 13. srpna 2005 úvodními šesti zápasy 1. kola a skončil v neděli 18. června 2006 zbývajícími dvěma zápasy 28. kola (utkání 29. a 30. kola byla předehrána již v dubnu a květnu 2006).

## Nové týmy v sezoně 2005/06
- Z Divize E 2004/05 sestoupilo do Přeboru Zlínského kraje mužstvo 1. VFC Rožnov pod Radhoštěm, z Divize D 2004/05 žádné mužstvo.
- Ze skupin I. A třídy Zlínského kraje 2004/05 postoupila mužstva FK Luhačovice (vítěz skupiny A) a TJ Zdounky (vítěz skupiny B). Zdounečtí z finančních důvodů předali práva B-mužstvu Hanácké Slavie Kroměříž.[2]

## Konečná tabulka
Zdroje: 
| Poř. | Tým                                | Z  | V  | R | P  | VG | OG | B  |
| ---- | ---------------------------------- | -- | -- | - | -- | -- | -- | -- |
| 1.   | SK Spartak Hulín                   | 30 | 21 | 5 | 4  | 70 | 28 | 68 |
| 2.   | SK Hanácká Slavia Kroměříž „B“ (N) | 30 | 17 | 9 | 4  | 67 | 32 | 60 |
| 3.   | TJ Sokol Kateřinice                | 30 | 17 | 6 | 7  | 61 | 37 | 57 |
| 4.   | FC Viktoria Otrokovice             | 30 | 16 | 9 | 5  | 54 | 37 | 57 |
| 5.   | FC RAK Provodov                    | 30 | 17 | 4 | 9  | 75 | 54 | 55 |
| 6.   | FC Vsetín                          | 30 | 14 | 6 | 10 | 60 | 48 | 48 |
| 7.   | SFK ELKO Holešov                   | 30 | 13 | 5 | 12 | 64 | 57 | 44 |
| 8.   | FK Luhačovice (N)                  | 30 | 12 | 6 | 12 | 63 | 60 | 42 |
| 9.   | TJ Spartak Hluk                    | 30 | 11 | 6 | 13 | 67 | 59 | 39 |
| 10.  | ČSK Uherský Brod                   | 30 | 11 | 5 | 14 | 52 | 47 | 38 |
| 11.  | FK Chropyně                        | 30 | 10 | 7 | 13 | 38 | 51 | 37 |
| 12.  | 1. VFC Rožnov pod Radhoštěm (S)    | 30 | 10 | 6 | 14 | 40 | 65 | 36 |
| 13.  | TJ Dolní Němčí                     | 30 | 8  | 5 | 17 | 42 | 55 | 29 |
| 14.  | SK HS Hradčovice                   | 30 | 6  | 8 | 16 | 36 | 83 | 26 |
| 15.  | FK Dobet Ostrožská Nová Ves        | 30 | 7  | 2 | 21 | 29 | 55 | 23 |
| 16.  | TJ Valašské Meziříčí               | 30 | 3  | 5 | 22 | 36 | 86 | 14 |

Poznámky:
- Z = Odehrané zápasy; V = Vítězství; R = Remízy; P = Prohry; VG = Vstřelené góly; OG = Obdržené góly; B = Body; (S) = Mužstvo sestoupivší z vyšší soutěže; (N) = Mužstvo postoupivší z nižší soutěže (nováček)

|  | Postup do Divize E 2006/07                           |
|  | Sestup do I. A třídy Zlínského kraje – sk. A 2006/07 |